# Lukáš Lacko
Lukáš Lacko (ur. 3 listopada 1987 w Pieszczanach) – słowacki tenisista, reprezentant w Pucharze Davisa, olimpijczyk z Londynu (2012).

## Kariera tenisowa
W tenisa zaczął grać w wieku 5 lat, a zawodową karierę rozpoczął w 2004 roku.
Na początku lutego 2012 roku Słowak awansował do finału turnieju z cyklu ATP World Tour w Zagrzebiu. Po drodze wyeliminował m.in. Markosa Pagdatisa, jednak spotkanie finałowe przegrał z Michaiłem Jużnym. W czerwcu 2018 został finalistą zawodów w Eastbourne na nawierzchni trawiastej ulegając w decydującym meczu Mischy Zverevowi. Zwyciężył również w czternastu turniejach rangi ATP Challenger Tour w grze pojedynczej.
W grze podwójnej Lacko we wrześniu 2012 roku doszedł do finału turnieju w Petersburgu. Finałowy pojedynek wspólnie z Igorem Zelenayem przegrali z Rajeevem Ramem i Nenadem Zimonjiciem.
W 2012 roku zagrał na igrzyskach olimpijskich w Londynie. Odpadł w 1 rundzie z rywalizacji singlowej i deblowej. W grze podwójnej startował razem z Martinem Kližanem.
Od 2006 roku reprezentuje Słowację w Pucharze Davisa.
W rankingu gry pojedynczej Lacko najwyżej był na 44. miejscu (14 stycznia 2013), a w klasyfikacji gry podwójnej na 170. pozycji (5 lipca 2010).

### Finały w turniejach ATP World Tour
| Legenda                     |
| Wielki Szlem                |
| ATP World Tour Finals       |
| ATP World Tour Masters 1000 |
| Igrzyska olimpijskie        |
| ATP World Tour 500          |
| ATP World Tour 250          |

#### Gra pojedyncza (0–2)
| Końcowy wynik | Nr | Data            | Turniej    | Nawierzchnia  | Przeciwnik    | Wynik finału |
| ------------- | -- | --------------- | ---------- | ------------- | ------------- | ------------ |
| Finalista     | 1. | 5 lutego 2012   | Zagrzeb    | Twarda (hala) | Michaił Jużny | 2:6, 3:6     |
| Finalista     | 2. | 30 czerwca 2018 | Eastbourne | Trawiasta     | Mischa Zverev | 4:6, 4:6     |

#### Gra podwójna (0–1)
| Końcowy wynik | Nr | Data             | Turniej    | Nawierzchnia  | Partner      | Przeciwnicy               | Wynik finału   |
| ------------- | -- | ---------------- | ---------- | ------------- | ------------ | ------------------------- | -------------- |
| Finalista     | 1. | 23 września 2012 | Petersburg | Twarda (hala) | Igor Zelenay | Rajeev Ram Nenad Zimonjić | 2:6, 6:4, 6–10 |